# هاري بار (لاعب كرة قدم)
هاري بار (بالإنجليزية: Harry Parr)‏ (1914 في المملكة المتحدة - ) هو لاعب كرة قدم بريطاني في مركز نصف الجناح. لعب مع برمنغهام سيتي وستافورد رينجرز ونادي تلفورد يونايتد.